# 장주훈
장주훈(1990년 4월 24일 ~)은 대한민국의 성악가다. 2020년 11월 30일
장주훈 & 유건우 정규 앨범 《Dichterliebe (시인의 사랑)》로 데뷔했다.

## 방송
- 팬텀싱어 3 (2020) - Top36(30위)

## 음반
- 팬텀싱어3 Episode.2 (2020)
- Dichterliebe (2020)
- DF Christmas (2020)
- 연 (2021)
- 못잊어 (2021)
- Schumann : Liederkreis Op.24 & Op.39 (2021)
- 봄날에 물드는 것 (2021)

## 공연
- 팬타스틱 팬미팅 콘서트 (2020)
- 순천국제가곡제 (2020)
- 테너 장주훈 리사이틀 [connected] (2021)
- 장주훈 강동훈 듀오 리사이틀 (2021)
- 해설이 있는 클래식 렉쳐콘서트 Season III - 펜트&팬텀 - 인천 (2021)
- 테너 장주훈 리사이틀 ［Liederkreis］ (2021)